# Lachlan Murdoch
Pour les articles homonymes, voir Murdoch.
Ne doit pas être confondu avec Lachlan Murdoch (homme d’affaires).
Lachlan Murdoch, né le 16 février 1986 à Vancouver (Canada), est un acteur canadien.

## Filmographie
- 1992 : Leaving Normal : MarshalL
- 1992 : Fatal Memories (TV) : Aaron
- 1993 : Final Appeal (TV) : Willie
- 1993 : No Child of Mine (TV) : Danny
- 1994 : One More Mountain (TV) : James Reed Jr.
- 1994 : Super Noël (The Santa Clause) : Kid at Soccer Field
- 1995 : Net Worth (TV) : Grant Sanger
- 1995 : Choices of the Heart: The Margaret Sanger Story (TV) : Grant Sanger
- 1996 : Kids in the Hall: Brain Candy : Raymond's kid
- 1996 : Le Titanic (Titanic) (TV) : Perry Jack
- 1998 : La Maison-Blanche ne répond plus (Loyal Opposition: Terror in the White House) (TV)
- 1998 : Les Cracs du golf (Golf Punks) : Bernie
- 1999 : Resirrection (TV) : Rick
- 1999 : One Piece (série TV) (voix)
- 1999 : Stargate SG-1 (série TV) : Tomin
- 2000 : By Dawn's Early Light (TV) : Evan
- 2000 : Le Rêve de Frankie (Frankie & Hazel) (TV) : Mark, Pup
- 2000 : Adieu soleil (Papa's Angels) (TV) : Alvin Jenkins
- 2001 : Les Enjeux d'un père (Dodson's Journey) (TV) : Darrell
- 2002 : Sins of the Father (TV) : Young Tom
- 2002 : Disparition ("Taken") (feuilleton TV) : Travis
- 2002 : Cheaters (Cheats) : Horny Herman, Greedy's Brother
- 2006 : Me and Luke (TV) : Charlie Benson
- Depuis 2008 : Les enquêtes de Murdoch : l'agent Henry Higgins